# Maxou (chanson)
 (décembre 2024).
Si vous disposez d'ouvrages ou d'articles de référence ou si vous connaissez des sites web de qualité traitant du thème abordé ici, merci de compléter l'article en donnant les références utiles à sa vérifiabilité et en les liant à la section « Notes et références ».
Singles de Vanessa Paradis
Marilyn et John
(juin 1988) Coupe coupe
(mars 1989)
Pistes de M et J
Marilyn et John Le bon Dieu est un marin
Maxou est une chanson interprétée par Vanessa Paradis. Elle est issue de l'album M et J, sorti le	13 juin 1988, puis sortie en single en novembre 1988.
La photo de la pochette est réalisée par le photographe Pierre Terrasson.

## Chanson
Elle est écrite par Étienne Roda-Gil et composée par Franck Langolff.
Elle fait référence à l'acteur américain James Dean et son rôle dans le film À l'est d'Éden.

## Clip
Le clip est réalisé par Simon Kentish. Il est tourné du 15 au 17 novembre 1988 dans un studio parisien et diffusé début décembre 1988.
Sous le soleil d'Arizona, Vanessa Paradis et un chaton vont se protéger de la chaleur dans une cabane en bois. Là, elle se rafraîchit puis s'endort. Elle est réveillée par les caresses du félin.

## Versions
- La version album dure 3:45, contre 3:35 pour la version single.

- Vanessa a repris ce titre lors de sa tournée Natural High Tour en 1993.

- Sur les éditions australienne, anglaise, canadienne et américaine de l'album M et J, Maxou est interprété par Vanessa Paradis en anglais.

## Ventes et certifications
- Maxou a atteint la treizième place du Top 50 français[2].

## Musiciens
- Claviers / Synthés / Basse : Philippe Osman
- Guitares : Patrice Tison / François Ovide / Franck Langolff
- Saxophones : Alain Ganne / Patrick Bourgoin
- Chœurs : Carole Fredericks / Yvonne Jones / Anne Calvert / Daniel Adjadj / Jean-Luc Escriva
- Mixeur : Bruno Mylonas